# Эсильда-Паульер
Эсильда-Паульер (исп. Ecilda Paullier) — небольшой город в южной части Уругвая, в департаменте Сан-Хосе.

## География
Расположен в западной части департамента, на национальном шоссе № 1, в месте его пересечения с дорогой № 11, примерно в 100 км к северо-западу от столицы страны, города Монтевидео. Абсолютная высота — 62 метра над уровнем моря.

## История
Был основан 16 мая 1883 года с названием Санта-Эсильда. 6 апреля 1911 года был переименован в Эсильда-Паульер и получил статус села (Pueblo). 17 ноября 1964 года получил статус малого города (Villa) указом № 13.299.

## Население
Население по данным на 2011 год составляет 2585 человек.
| Год  | Население |
| ---- | --------- |
| 1963 | 1028      |
| 1975 | 1199      |
| 1985 | 1822      |
| 1996 | 1976      |
| 2004 | 2351      |
| 2011 | 2585      |

Источник: Instituto Nacional de Estadística de Uruguay